# Haut-Ogooué
Le Haut-Ogooué est une des neuf provinces du Gabon ; elle comptait, selon le recensement effectué en 2013, 250 799 habitants. Elle est la deuxième province la plus peuplée du pays après l'Estuaire. Son chef-lieu est Franceville et Moanda est sa principale ville économique (la principale ville minière).

## Toponymie
La région est nommée d'après le fleuve Ogooué lequel prend sa source en République du Congo. Le fleuve parcourt la province puis d'autres provinces du pays (Ogooué-Lolo, Ogooué-Ivindo, Moyen-Ogooué, Ogooué-Maritime).

## Géographie
Sa superficie est de 36 547 km2. Elle est constituée de plateaux recouverts de forêts. La province du Haut-Ogooué est située à l'est du pays, elle est frontalière de la République du Congo.
|             | Ogooué-Ivindo | Cuvette-Ouest |
| Ogooué-Lolo | Haut-Ogooué   | Cuvette       |
| Niari       | Lékoumou      | Plateaux      |

Le climat est de type équatorial.

## Géologie
Le sous-sol de la province est riche en minerais, notamment en or, en manganèse et en uranium, ce dernier expliquant la présence du réacteur nucléaire naturel d’Oklo, près de la ville de Franceville.

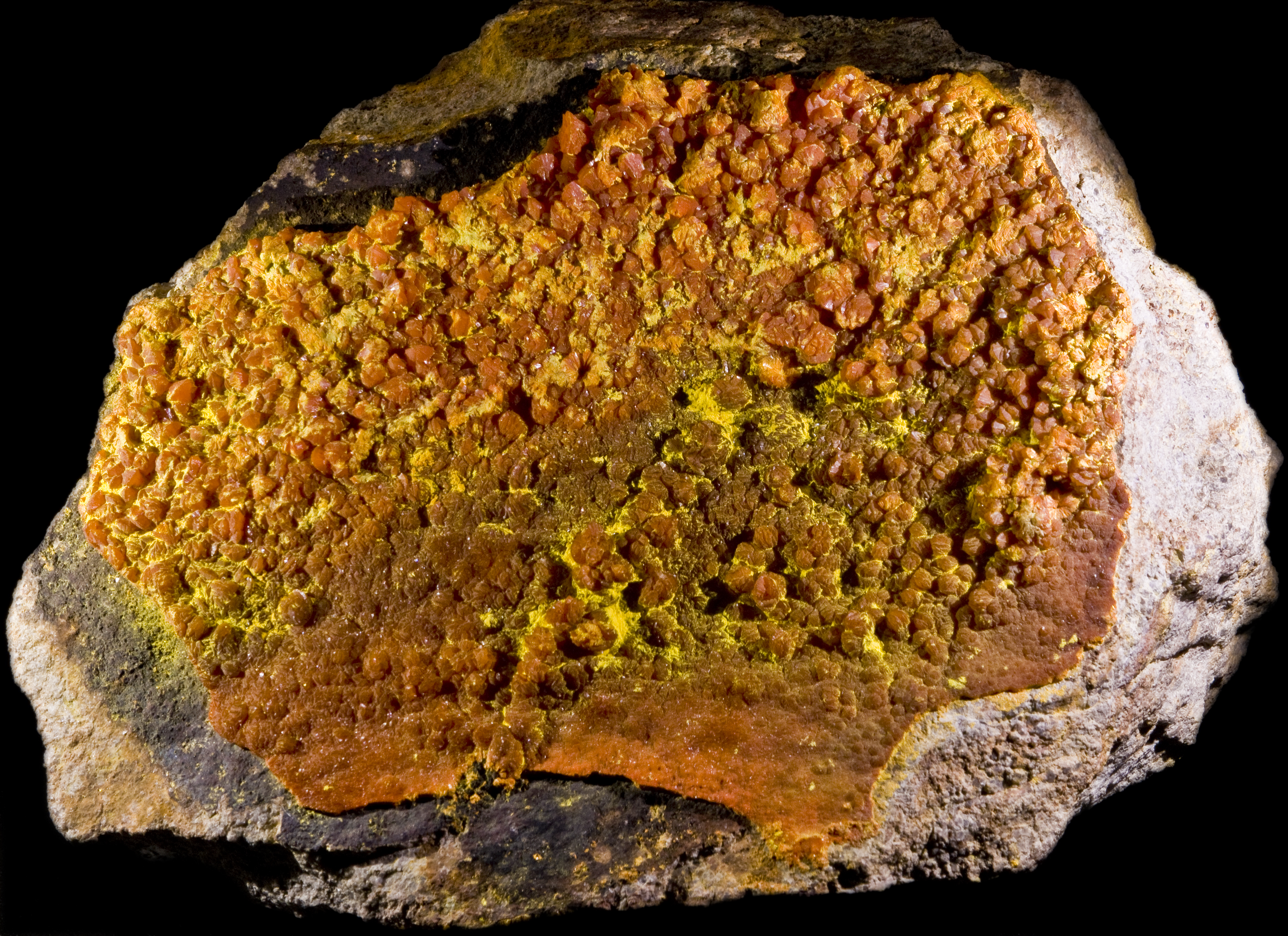
Francevillite (mine de Mounana)
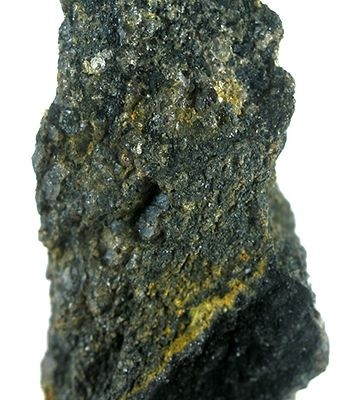
Duttonite (mine de Mounana)
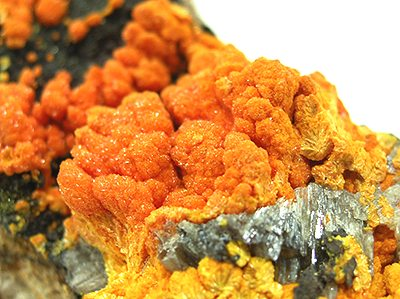
Chervetite, curiénite, francevillite (mine de Mounana)
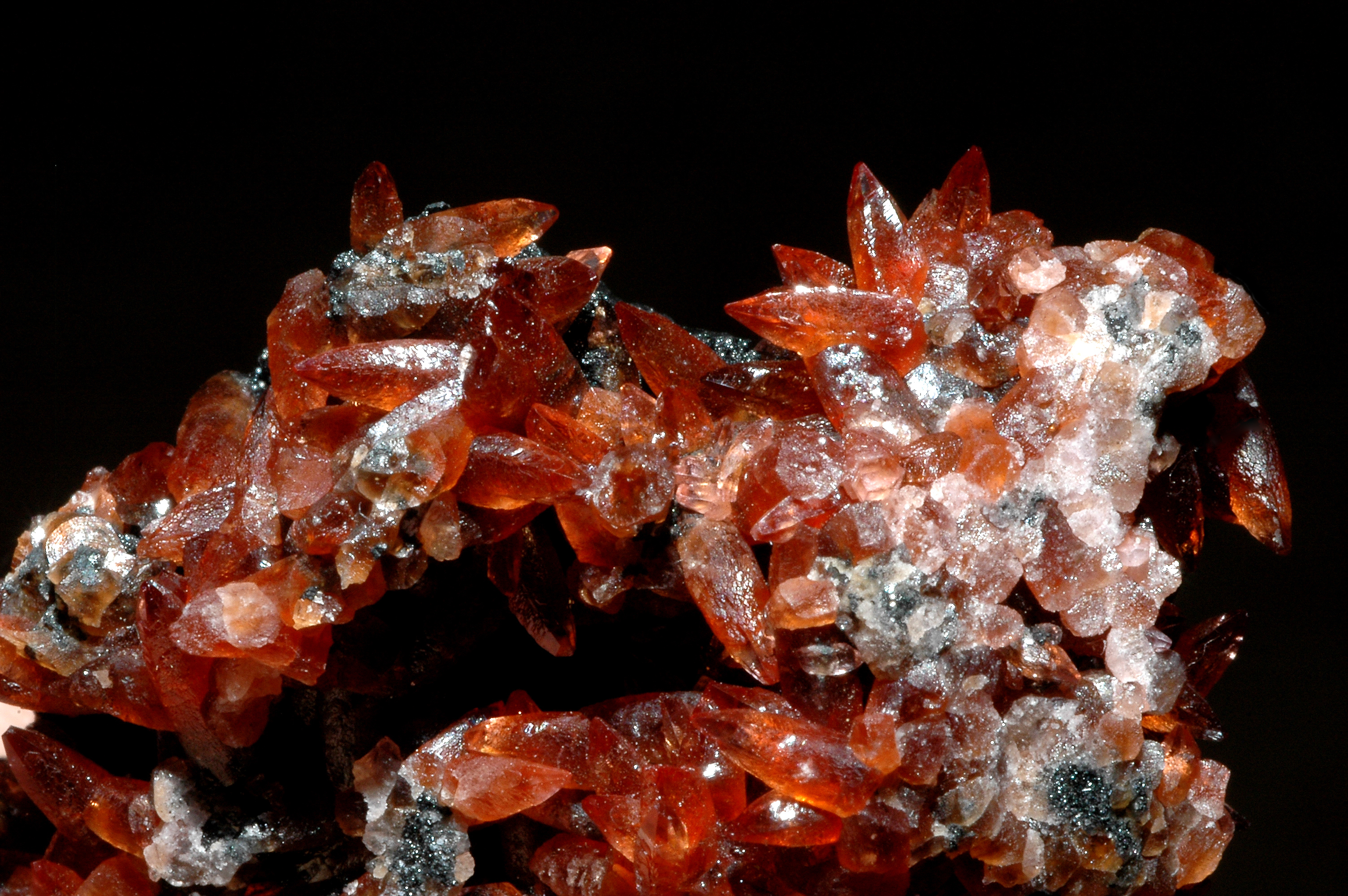
Rhodocrosite (mine de Moanda)

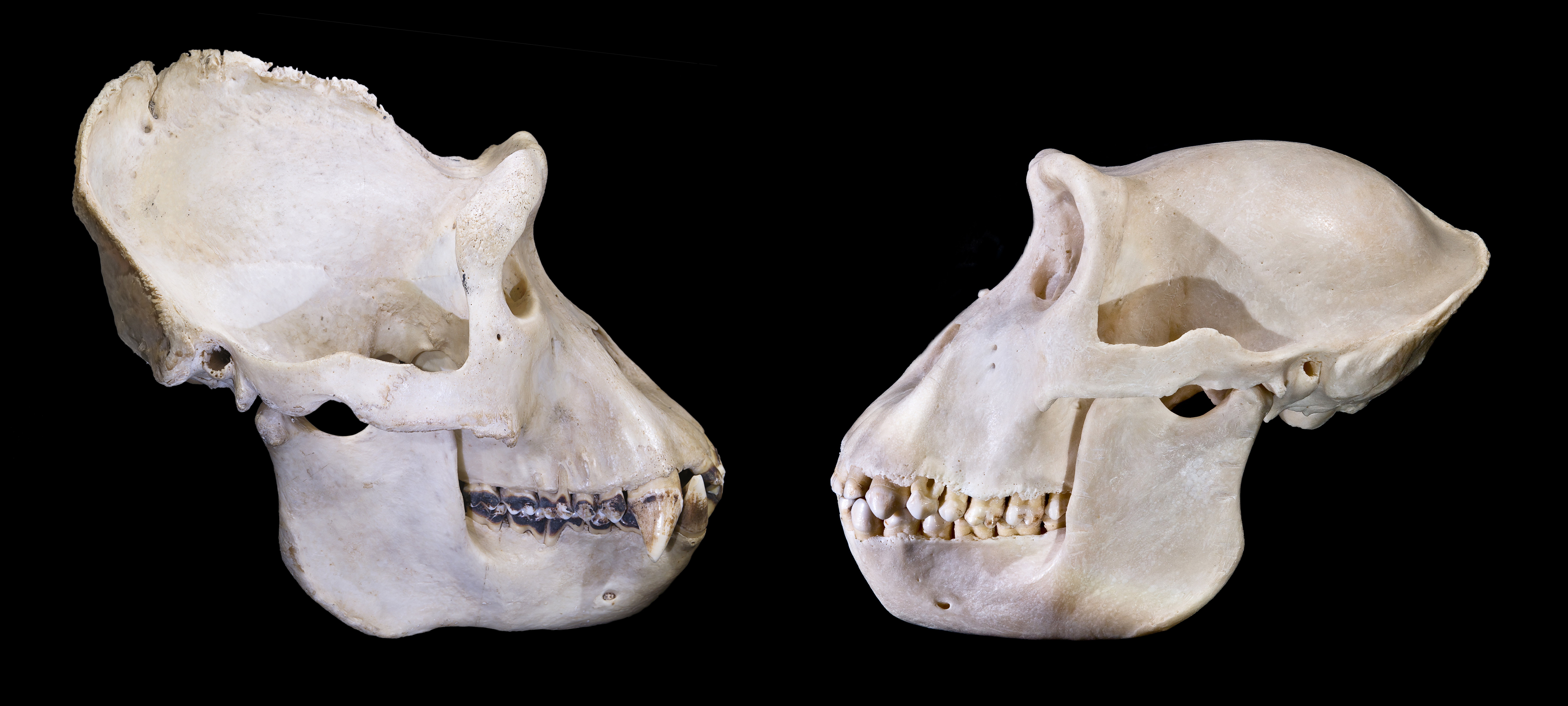
Crânes de gorilles (mâle et femelle) du Haut-Ogooué

En 2008, près de Franceville, on découvrit, en excellent état de conservation, plus de 250 fossiles d'organismes pluricellulaires datés de 2,1 milliards d'années. Avant cette découverte, les plus anciennes formes de vie complexes (dotées de plusieurs cellules) remontaient à 600 millions d'années environ. 

## Administration

Départements du Haut-Ogooué

Le Haut-Ogooué est divisé en 11 départements (chef-lieu entre parenthèses) :
- Djoué (Onga)
- Djouori-Agnili (Bongoville)
- Lékoni-Lékori (Akiéni)
- Lékoko (Bakoumba)
- Lemboumbi-Leyou (Moanda)
- Mpassa (Franceville)
- Plateaux (Lékoni)
- Sébé-Brikolo (Okondja)
- Ogooué-Létili (Boumango)
- Lékabi-Léwolo (Ngouoni)
- Bayi-Brikolo (Aboumi)

Son gouverneur est, depuis 2018, Eloi Nzondo.

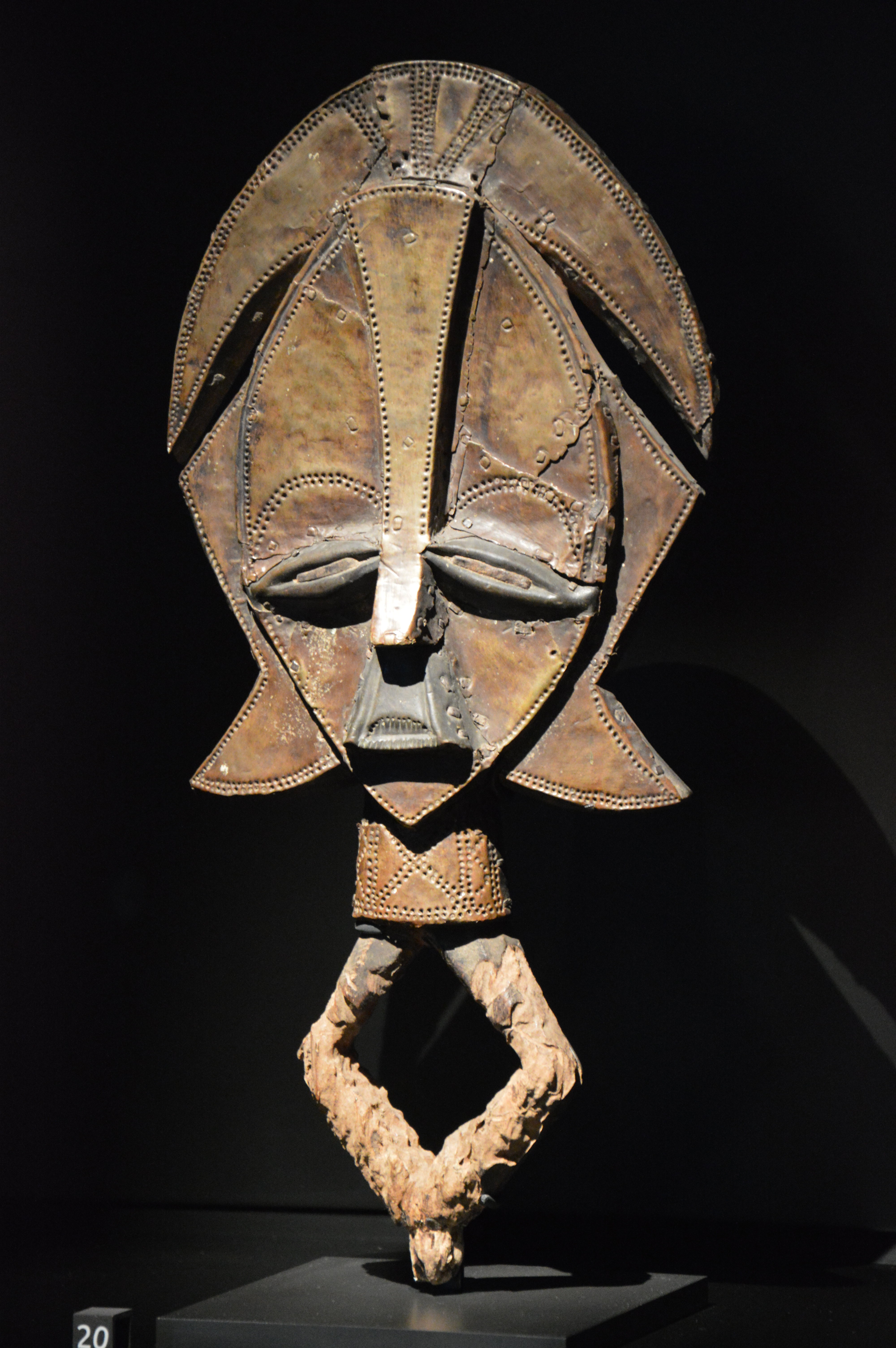
Figure de gardien de reliquaire Ondumbo

## Politique
Dans le cadre de l'élection présidentielle de 2016, les chiffres de la population, le taux de participation des électeurs et les résultats font l'objet de vives  contestations,, dans cette région, qui est considérée comme un fief des Bongo.

## Personnalités
- Omar Bongo, deuxième président du pays, est né dans cette région en 1935, à Lewaï (actuelle Bongoville)
- Le général Brice Oligui Nguema, président de la transition, est originaire de cette province